# Brauner Röhrenaal
Der Braune Röhrenaal (Heteroconger longissimus) gehört zu der Familie der Meeraale (Congridae) und ist somit eine Art aus der Ordnung der Aalartigen (Anguilliformes). Er ist ebenfalls bekannt unter dem Namen Atlantischer Röhrenaal. 1870 beschrieb ihn Albert Günther.

## Merkmale
Braune Röhrenaale haben einen langgestreckten Körper mit maximal 1 cm Durchmesser und einen spitz zulaufenden Kopf mit auffällig großen Augen. Sie besitzen eine dunkelbraune bis schwarze Färbung mit weißen, feinen Punkten an der Rückseite und einem weißen Bauch. Die Rückenflosse ist ein durchgehender Saum, Brustflossen fehlen.
Ihr Oberkiefer ist etwas kürzer als der Unterkiefer. Mit dem hervorstehenden Unterkiefer können sie ihre Nahrung durch schnelles Bewegen, wodurch starker Unterdruck erzeugt wird, ansaugen.
Braune Röhrenaale können bis zu 60 cm lang werden.

## Verbreitung
Braune Röhrenaale findet man im östlichen Atlantik auf Madeira, den Kapverden, den Kanarische Inseln und im Senegal, im westlichen Atlantik auf den Bahamas, Florida Keys, Kuba, Antillen, Yucatán, Belize und Honduras bis nach Brasilien.

## Lebensweise
Sie leben in Sandböden, in Kolonien von wenigen bis zu tausenden von Tieren. Mit ihrem harten spitzen Grabschwanz graben sie sich eine Röhre, in der sie leben und die als Schutz dient. Das Schwanzende sondert ein Sekret ab, das die Röhrenwände verfestigt und Nachrieseln des Sandes verhindert. Ihre Wohnröhre, mit maximal 1,5 cm Durchmesser, verlassen sie nie. Röhrenaale sind die einzigen Wirbeltiere, die eine fast sessile Lebensweise haben. Nur der Kopf und der vordere Teil des Körpers ragen etwas heraus und pendeln während des Schnappens nach Zooplankton oder Detritus (zerfallende organische Substanzen in Gewässern) hin und her. Bei Gefahr zieht sich die gesamte Kolonie in ihre schützenden Röhren zurück. Der Abstand zu ihren Nachbarn beträgt durchschnittlich 50 cm, wobei gleichgeschlechtliche Tiere einen etwas größeren Abstand halten.

## Vermehrung
Über die Paarung gibt es wenige und widersprüchliche Angaben. Da es allerdings 35 Arten gibt, ist es möglich, dass verschiedene Fortpflanzungsmethoden existieren.
Die Fortpflanzung der Braunen Röhrenaale findet höchstwahrscheinlich während des Sommers statt. Noch vor der eigentlichen Paarung fangen die benachbarten Männchen an, sich mit weit aufgerissenen Mäulern zu drohen. Hier gehen die Meinungen auseinander, nach Robert Patzner und Horst Moosleitner verlassen die Männchen die Röhren und schwimmen zu den Weibchen. Laut Robert F. Myers und Dieter Eichler verlassen sie die Röhre nie. Sie bewegen sich nur zu benachbarten Tieren durch den Sand aufeinander zu, die Hinterleibe bleiben aber immer in der eigenen Röhre.
Das Männchen umschlingt das Weibchen und in dieser Position werden dann die Eier abgegeben. Der Akt kann über mehrere Stunden dauern. Die Larven leben pelagial. Das Larvenstadium dauert zwischen sechs und acht Monaten.